# Leif Haking

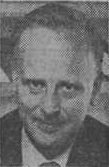
Leif Haking

Gunnleif Haking, född 30 september 1918 i Vemdalen, död 18 maj 2016 i Sollentuna, var en svenskt arkitekt.
Haking avlade studentexamen 1937 i Strängnäs och blev färdig arkitekt vid KTH 1944. År 1949 studerade han dessutom vid Kungliga Konsthögskolan i Stockholm. Han arbetade som arkitekt hos professor Paul Hedqvist 1942, som byråarkitekt och intendent vid byggnadsstyrelsen 1950 och som stadsplanearkitekt i Sollentuna från 1960. Eget arkitektkontor grundade han 1943.
Han var son till folkskolläraren Ernst Haking och Estrid född Ahlberg samt från 1951 gift med konstnären Cecilia Frisendahl. De fick fyra barn.

## Verk i urval
- Bänkinredning i Hede kyrka.[3]
- Hjortensbergsbadet i Nyköping, tillsammans med Paul Percy och Henry Habo-Nielsen, 1985.[4]
- Kvarteret Falken i Nyköping, 1956.[5]